# Жубанов, Аскар Кудайбергенович
Аскар Кудайбергенович Жубанов (13.11.1937—11.06.2020) — учёный в области математической лингвистики, казахстанский языковед, тюрколог.

## Биография
Родился 13 ноября 1937 года в Алматы. Его отец Кудайберген Куанович Жубанов был теоретиком казахского языка, первым профессором языкознания. Происходит из рода шекти племени алимулы Младшего жуза.
С 1955 по 1960 год с отличием окончил физико-математический факультет Казахского педагогического института им. Абая.
В 1973 году защитил кандидатскую диссертацию на тему «ЭЕМ көмегімен қазақ мәтінін статистикалық зерттеу».
В 2002 году защитил докторскую диссертацию на тему «Основные принципы формализации содержания казахского текста».
Скончался 11 июня 2020 года.

## Трудовая деятельность
1. 1960—1961 — преподаватель кафедры высшей математики Казахского государственного сельскохозяйственного института
2. 1961—1963 — служил в Советской Армии
3. 1963—1967 — преподаватель кафедры высшей математики Казахского государственного сельскохозяйственного института
4. 1967—1970 — аспирант Института языкознания АН Казахской ССР.
5. 1970—1976 — младший научный сотрудник отдела «Статистические и лингвистические исследования и автоматизация» Института языкознания АН Казахской ССР
6. 1976—1986 — старший научный сотрудник отдела «Статистические и лингвистические исследования и автоматизация» Института языкознания АН Казахской ССР
7. 1986—1991 — ведущий научный сотрудник Института языкознания АН Казахской ССР
8. 1991—2002 — заведующий кафедрой прикладной лингвистики Института языкознания им. А. Байтурсынова
9. 2002—2020 — главный научный сотрудник научной группы «Компьютерная лингвистика» Института языкознания им. А. Байтурсынова
10. 2001—2020 — профессор Казахского национального университета имени Аль-Фараби

## Научная деятельность
Автор 7 монографий, 4 учебников, 6 частотных словарей, а также около 200 научных работ. Под его руководством защищены 5 кандидатских и 3 магистерских диссертации.
1967
1. Частотные словари и информационные характеристики языка // Тезисы докладов научно-теоретической конф. профес.-препод. состава Чимк. пед. инст., — Шымкент, 1967. — С. 107—108. (соавтор).

1968
1. Автоматизация некоторых лингвистических процессов // Вестник АН КазССР, — Алма-Ата, 1968, (9, — С. 31-36. (соавтор)
2. К вопросу об автоматизации лингвистических исследований // Материалы первой научной конференции молодых учёных АН КазССР. — Алма-Ата: Наука, 1968. — С. 442—443.

1969
1. О некоторых путях вскрытия вероятностно-статистических закономерностей в современном казахском языке // Материалы всесоюз. конф.: Статистическое и информационное изучение тюркских языков (СИИТЯ), — Алма-Ата, 1969. — с. 85-86.
2. О частотности формообразовательных аффиксов существительных казахского языка // Материалы всесоюз. конф.: СИИТЯ, — Алма-Ата, 1969. — С. 50-51. (А.Ахабаев, С.Мирзабековпен бірге).
3. Статистическа аффиксов имён прилагательных // Материалы всесоюз. конф.: СИИТЯ, Алма-Ата, 1969. — С. 47-50. (соавтор).

1970
1. Структурно-статистическая модель описания грамматических категорий тюркских текстов // Материалы Всесоюз. науч. конф. Часть І: Структурно-математические методы моделирования языка, Киев, 1970. — С. 13-14. (соавтор).
2. Автоматическое построение частотных словарей (прямого и обратного) // Вестник АН КазССР, Алма-Ата, 1970. — C. 48-53. (соавтор).
3. Универсальная программа получения на ЭВМ «Минск-22» алфавитно-частотного списка сочетаемости графем // Материалы второй научной конференции молодых учёных АН КазССР, Алма-Ата, 1970. — C. 512—513.

1971
1. Исследование статистической структуры тюркского текста // Материалы всесоюз. конф.: Автоматическая переработка текста методами прикладной лингвистики. Кишинёв, 1971. — С.17-18. (соавтор)
2. Информационное и статистическое изучение тюркских языков // Вестник АН КазССР, — Алма-Ата, 1971. — С. 82-84. (соавтор)
3. Сөздік қорымыз қанша? // Білім және еңбек, Алматы: 1971, (8, — С. 14-15, 28-29. (соавтор)

1972
1. Математика және музыка. «Білім және еңбек», № 3. Алматы, 1972.

1973
1. Статистическое исследование казахского текста с применением ЭВМ (на материале романа М. Ауэзова «Абай жолы»): Автореф. дисс. канд., фил. наук. — Алма-Ата, 1973. — 37 С.
2. Вероятностные законы распределения классов слов казахского текста // — Трудах VII Всесоюзной школы-семинара: «Автоматическое распознавание слуховых образов», Алма-Ата,1973.-С.139-145. (Қ.Б.Бектаевпен бірге).
3. Становление статистического метода в казахском языкознании // Статистика казахского текста. — Алма-Ата: Наука, 1973. — C. 14-22.
4. Статистика лексико-морфологических форм прилагательных в романе М.Ауэзова «Абай жолы» («Путь Абая») // Статистика казахского текста. Алма-Ата: Наука, 1973. — C. 231—248.
5. Индексация и кодирование текстовой информации для ввода в ЭВМ // Статистика казахского текста. Алма-Ата: Наука, 1973. — C. 250—262. (соавтор).
6. Задача получения на ЭВМ частотных списков лингвистических единиц // Статистика казахского текста. Алма-Ата: Наука, 1973. — C. 263—298.
7. Вероятностно-статистическое моделирование тюркских текстов // — Статистика казахского текста. Алма-Ата: Наука, 1973. — C. 299—328. (соавтор).
8. О частотных списках графемно-фонемных сочетаний // Статистика казахского текста. Алма Ата: 1973. — C. 612—629. (соавтор).
9. Распределения частот появления сочетаний знаков в Орхоно-Енисейской письменности. — В кн // Статистика казахского текста. Алма Ата: Наука, 1973. — C. 630—634. (соавтор).

1974
1. Кибернетика и лингвистика // Материалы третьей научно-теоретической конференции молодых учёных АН КазССР. Часть ІІ. Алма-Ата: Наука, 1974. — C. 245—247.

1976
1. Информационно-статистическая типология тюркского текста // Советская тюркология и развитие тюркских языков в КСРО // Тезисы докладов и сообщений Всесоюзной тюркологической конференции. Алма-Ата: Наука, 1976. — C. 305—307. (соавтор).

1978
1. Куманша-қазақша жиілік сөздік. Алматы: Ғылым, 1978. — 217 С. (А.Қ Құрышжанов., А. Б. Белботаевпен бірге).
2. Опыт реализации микрословарей для машинного перевода английских патентов по химии полимеров. Сб. Проблемы машинного перевода. Махачкала: издательство «Дагестанский университет», 1978. -С. 17-19.(соавтор) .

1979
1. К вопросу о графемной статистике казахского текста // Вопросы казахской фонетики и фонологии. Алма-Ата: Наука, 1979. — C. 79-86.
2. М.Әуезовтің «Абай жолы» романының жиілік сөздігі. Алматы: Ғылым, 1979. — C. 336. (соавтор).

1980
1. О ходе подготовки к составлению словаря языка М. О. Ауэзова (функции ЭВМ). Материалы научного семинара: «Статистическая оптимизация преподавания языков и инженерная лингвистика». Шымкент: 1980. — С. 193—195.
2. Преобразование с помощью ЭВМ казахских текстов в фонетическую запись // Материалы семинара: «Статистическая оптимизация преподавания языков и инженерная лингвистика». Шымкент: 1980. — С. 317—318. (соавтор).
3. Состояние и перспективы исследования тюркских языков с применением статистико-инженерных методов // Всесоюзная тюркологическая конференция, тезисы докладов и сообщений. — Ташкент, издательство «Фан: Узбекской ССР. — С. 119—121. (соавтор).

1981
1. К вопросу о выделении ключевых слов научного текста. В сб.: Экспериментальный анализ устных и письменных текстов. — Минск, 1981. -С. 131—134.

1982
1. Использование ЭВМ в авторской лексикографии // Тезисы докладов Всесоюзной конференции: Переработке текста методами инженерной лингвистики. Минск: 1982. — С. 135—137. (соавтор)

1987
1. Квантитативная структура казахского текста. Алма-Ата: Наука, 1987. — 147 С.
2. О частотных словарях трёх стилей казахского языка // Вторая Всесоюзная конференция по созданию машинного фонда русского языка (тезисы докладов). — М., 1987. — С. 109—110.

1988
1. Подготовка тюркоязычного текста для получения словоуказателя произведений индивидуального писателя на ЭВМ. Советская тюркология. Баку. 1988. — С. 115—122.
2. О создании машинного фонда казахского языка // Материалы рабочего совещания: Машинные фонды языков народов КСРО. Тбилиси: 1988. — С. 16-17. (соавтор).
3. О проблеме создания машинного фонда тюркских языков // Mатериалы рабочего совещания: Машинные фонды языков народов КСРО. Таллин: 1988. — С. 4-5.

1989
1. Создание словарной базы данных обще- и межтюркских моносиллабов: к проблеме разработки машинного фонда тюркских языков // Третья Всесоюз. конф. по созданию машинного фонда русского языка. Часть ІІ. Москва: 1989. — С. 129—132. (соавтор).
2. Количественный анализ высокочастотных местоимений казахского языка // Статистическая лексикография и учебный процесс. — Киев КГПИИЯ, 1989. -С 63-65.

1990
1. О лингвистических исследованиях с применением вероятностно-статистических методов в тюркских языках // Статистика казахского текста. Выпуск ІІ. Алматы: Ғылым, 1990. — C. 21-31. (соавтор).
2. Түркі тілдерінің машиналық қорын жасаудың алғышарттары // Статистика казахского текста. Выпуск ІІ. Алматы: Ғылым, 1990. — C. 31-42.
3. Текст лингвистикасы жайында // Статистика казахского текста. Выпуск ІІ. Алматы: Ғылым, 1990. — C. 118—125.
4. Автоматический анализ морфологии казахской словоформы // Статистика казахского текста. Выпуск ІІ. Алматы: Ғылым, 1990. — C. 148—156. (соавтор).
5. Алгоритмизация задачи получения на ЭВМ фонетической транскрипции казахского текста// Тезисы докладов І Всесоюз. конф.: „Тюркская фонетика-90“. Алма-Ата, 1990. — С. 35-36. (соавтор).
6. Использование ЭВМ для выделения опорных слов текста // Тезисы докладов Всесоюзной конференции: Актуальные проблемы компьютерной лингвистики // Тартуский универ. Тарту, 1990. — С. 49-50.
7. Автоматический отбор опорных слов текста в целях оптимизации обучения казахскому языку // Тезисы докладов Всесоюзной конференции: Использование ЭВМ в научной и учебной работе гуманитарных вузов. Минск, 1990. — С. 67-68.
8. Алгоритмизация процедуры морфологического членения казахской словоформы // Тезисы докладов Всесоюзной конференции: Использование ЭВМ в научной и учебной работе гуманитарных вузов. Минск, 1990. — С. 87-88. (соавтор).

1992
1. Формализация процедуры построения текстов естественного языка // Научные приборы и автоматизация научных исследований. Алма-Ата: Ғылым, 1992. — C. 190—196. (соавтор).

1995
1. М.О.Әуезовтің 20 томдық шығармалар текстерінің жиілік сөздіктері. Алматы-Түркістан: 1995. — 346 °C. (соавтор).
2. Тіл жиілік сөздігі. Абай. Энциклопедия. — Алматы: „Қазақ энциклопедиясының“ Бас редакциясы, „Атамұра“ баспасы, 1995. — 720.

1997
1. Әуезов тілінің сөздіктерін жасау тәжірбиесі // Вестник КазГУ. Серия филологический., Алматы: 1997, № 8. — C. 18-28. (соавтор).

1998
1. Машиналық аударма // Қазақ тілі. Энциклопедия. IDK — TIPO. Қазақстан даму институты. Алматы, 1998. — Б. 268—269.
2. Математикалық тіл білімі // Қазақ тілі. Энциклопедия. IDK — TIPO. Қазақстан даму институты. Алматы, 1998. — Б. 267.
3. Қолданбалы тіл білімі // Қазақ тілі. Энциклопедия. IDK — TIPO. Қазақстан даму институты. Алматы, 1998. — Б. 240.
4. Проф. Қ.Жұбанов және қазақ тілін зерттеудің кейбір қолданбалы тәсілдері // Mатериалы республиканской научн. конф. „Жубановские чтения“ — „Жұбанов тағылымы“. Ақтобе, 1998. — C. 51-56.
5. Тіл теориясы кезек күттірмейтін мәселе // Жас Алаш, 1998.

1999
1. Қ.Жұбанов және қазақ мәтін мазмұнын статистикалық тәсілмен анықтау // Материалы республ. научно-теоретической конф., посвящён. 100-летию К.Жубанова: „Құдайберген Жұбанов және қазақ тіл білімі“. Алматы: Арыс. 1999. — C. 102—108.
2. Проф. Құдайберген Жұбановтың буын теориясы және оның компьютерлік лингвистикадағы орны // Материалы республ. научно-практической конф., посвящ. 100-летию К. Жубанова: Мемлекеттік тіл: терминология, іс қағаздары мен бұқаралық ақпарат құралдарының тілі. Астана: 1999. — С. 298—305.

2000
1. Основные процедуры формализации содержания казахского текста // Материалы межвузовской научно-практической конференции (3-4 ақпан 2000) „Актуальные проблемы теории и практики перевода в контексте современности“. Алматы, 2000. — C. 249—252.

2001
1. К проблеме семантической классификации знаменательных классов слов казахского языка // Известия МОиН РК НАН РК, Алматы, 2001, № 2. — C. 13-30 .
2. Статистическое исследование казахского текста на уровне абзацев // Тілтаным / Языкознание, Алматы, 2001, № 2. — C. 35-41.

2002
1. Формальное описание словарной статьи автоматического словаря казахского языка (АСКЯ) // Тілтаным / Языкознание. Алматы, 2002, № 2. — C. 20-31.
2. Основные принципы формализации содержания казахского текста. Алматы, 2002. — 250 °C.
3. Основные принципы формализации содержания казахского текста // Автореф. дис. на соиск. д.ф.н. — Алматы, 2002. — 57 c.
4. Основные принципы формализации содержания казахского текста. //Материалы Республиканской научно-теоретической конференции „Жұбанов тағылымы-V“. Актобе, 2002. — С. 40-42.
5. Формальное описание структуры автоматического словаря казахского языка // Материалы Республиканской научно-теоретической конференции „Жұбанов тағылымы-V“. Актобе, 2002. — С. 26-30.

2003
1. Инженерлік тіл білімінің кейбір мәселелері // Абай атындағы Алматы университетінің 75 жылдығына арналған халықаралық ғылыми-теориялық және әдістемелік конференцияның материалдары, 16-17 мамыр 2003 ж. — Алматы, 2003, 25-28 б. (соавтор).
2. „Адам-компьютер-адам“ жүйесіндегі табиғи тіл қызметінің ерекшеліктері. — Алматы, „Ғылым“. ҚР Ұлттық ғылым академиясының „Хабарлары“, Тіл, әдебиет сериясы. 2003. № 4, 3-11 бб.
3. Компьютерлік лингвистика және қазіргі қазақ тіл білімі. ҚР БжҒМ А.Байтұрсынұлы атындағы Тіл білімі институтының „Тілтаным“ журналы, Алматы, 2003, № 3(11), шілде-тамыз-қыркүйек. 28-36 бб.

2004
1. Қазақ тілінің компьютерлік — көп тармақты әрі терең автоматтандырылған тілдік жүйе // „Сәрсен Аманжолов және қазақ филологиясының өзекті мәселелері“ атты С.Аманжоловтың туғанына 100 жыл толуына арналған Халықаралық ғылыми-теориялық конференция материалдары. 25 қараша. 2003 ж. Алматы: Дайк-Пресс, 2004. 430—438 бб.
2. Абзац — мәтін құрылымының негізгі семантикалық компоненті. „ХАБАРШЫ“, филология сериясы, № 4 (76), Алматы, „Қазақ университеті“, 2004 ж., 60-63 бб.
3. Мәтіннің негізгі статикалық мазмұны және оның формалды сипаты // „Ахмет Байтұрсынұлы және қазақ филологиясының мәселелері“ атты халықаралық ғылыми-теориялық конференция. — Алматы: Арыс, 2004. 172—178 бб.
4. Тілді логикалық талдау бағытының кейбір мәселелері. „Қазақтың ұлттық әдеби тілі: бүгіні мен болашағы“ атты акад. Р.Ғ.Сыздықтың 80-жылдығына арналған республикалық ғылыми-теориялық конференция. — Алматы, „Қазақ университеті“, Әл-Фараби атындағы ҚҰУ-ның „ХАБАРШЫ“, филология сериясы, № 5 (77), 2004, 37-43 бб.
5. Қолданбалы лингвистика: қазақ тілінің статистикасы. Оқу құралы. -Алматы, „Қазақ университеті“, 2004, — 209 бет (13,06 б/т).
6. Қолданбалы лингвистика пәні және оның негізгі бағыт-бағдары // „Академик Рәбиға Сыздық және қазақ тіл білімі мәселелері“ атты халықаралық ғылыми-теориялық конференция материалдары. „Арыс“ баспасы, Алматы. 2004, 179—183 бб.
7. Қазақ мәтінінің ықтималды-статистикалық моделін құру — маңызды мәселе // „Академик Ә.Т. Қайдар және тіл білімінің мәселелері“ атты халықаралық ғылыми-теориялық конференция . — Алматы, „Дайк-Пресс“, 2004 ж., 579—586 бб.
8. Мәтін абзацтарын заттық-логикалық мазмұнтұрғысынан зерттеу. ҚР БҒМ мен Ұлттық ғылым Академиясының „Хабарлары“, тіл, әдебиет сериясы, № 4(146), шілді-тамыз, 2004, 21-28 бб.
9. Қазақ мәтінін абзац деңгейінде зерттеудегі мазмұнға қатысты тірек сөздерді статистикалық жолмен анықтау // Жұбанов тағылымы. IV Республикалық ғылыми-теориялық конференция материалдары. Ақтөбе. 2004 ж. -С. 99-105.

2005
1. Құдайберген Жұбанов және қазақ тіл біліміндегі статистикалық әдістің жетістіктері // Жұбанов тағылымы. VІ Халықаралық ғылыми-теориялық конференция материалдары. Ақтөбе. 2005 ж. -С. 24-29.
2. Қазақ тілтанымындағы статистикалық әдістің орны // Жизнь языка и язык в жизни. Алматы, Қазақ университеті, 2005 ж. 115—129 б.б.
3. Қазақ мәтінін автоматты түрде талдау мен жинақтаудың автоматты жүйелерін құру мєселесі // Академик Ш. Ш. Сарыбаев және тіл білімінің мєселелері. Алматы. Дайк-Пресс. 2005 ж. 693—699 б.б.

2006
1. Қолданбалы лингвистика: формалды модельдер: Оқу құралы. — Алматы: Қазақ университеті, 2006. — 280 бет.
2. Құдайберген Жұбанов зерттеулеріндегі модельдеу әдісінің көрінісі // Тілтаным (Языкознание). А.Байтұрсынұлы атындағы Тіл білімі институты, Алматы.2006, № 1, 3-9 бб.
3. Ғылыми-техникалық лексикография және арнаулы сөздіктер түрлері // Тілтаным (Языкознание). А.Байтұрсынұлы атындағы Тіл білімі институты, Алматы.2006, № 2, 146—153 бб.
4. Лексикография саласындағы автоматтандыру тәсілі // Қазақ тіл біліміндегі функционалдық бағыт. Республикалық ғылыми-теориялық конференция материалдары. Алматы, 2006. 158—164 бб.
5. Ахмет Жұбанов зерттеулеріндегі қазақтың күй жанры мен домбыра музыкалық аспабы жайлы // „Ғасырлар пернесінің жыршысы“. Академик, композитор А.Қ.Жұбановтың 100-жылдығына арналған республикалық ғылыми конференция материалдары. -Ақтөбе, 2006. 43-49 бб.
6. Автоматтанған оқу жүйесінің негізгі ұстанымдары // Тілтаным (Языкознание). А.Байтұрсынұлы атындағы Тіл білімі институты, Алматы.2006, № 4, 186—191 бб.
7. Оқу лексикографиясының ғылыми пән ретіндегі ерекшелігі // ҚР ҰҒА „Хабарлары“, филология сериясы. Алматы, 2006, № 5, 20-25 бб.
8. Қазақ тілінің картотекалық қорының „ТІЛ — ҚАЗЫНА“ атты компьютерлік базасы (баяндама) // Материалы 6-го Форума сотрудничества в области экономики, лингвистики и электронной среды в тюркском мире, организованный Киргизско-Турецким Университетом им. Манаса и Центром Исследования Тюркской культуры (14-19 қараша 2006 г. г. Бишкек/Киргизстан). Бишкек, 2006. — С. 115—120.
9. Ахмет Жұбановтың ғылыми тілінің стилі хақында. Халыхаралық ЮНЕСКО ұйымының шақыруымен ҚР Ақпарат және мәдениет министрлігінің қолдауымен ҚР-нің Ресми коммисиясының мүшесі ретінде Францияның астанасы Париж қаласында өткен академик Ахмет Жұбановтың 100 жылдығына арналған ғылым мен мәдениет саласының құрметті күндеріне қатысушылардың материалында. 2006 жылдың 12-17 қазаны.. Париж, 27-29 бб.

2007
1. Компьютерлік лингвистикаға кіріспе: Оқу құралы. Алматы: Қазақ университеті, 2007. — 204 бет.
2. Қолданбалы лингвистика: формалды модельдер: Оқу құралы. — 2 басылым. — Алматы: Қазақ университеті, 2007. — 280 бет.
3. Қолданбалы лингвистика: қазақ тілінің статистикасы. Оқу құралы. — 2 басылым. -Алматы, „Қазақ университеті“, 2004, — 209 бет (13,06 б/т).
4. Табиғи тілдің мәтін морфологиясын автоматты түрде талдау мәселесі // Академик, филология ғылымдарының докторы, профессор Ө.А.Айтбаевтың 70 жылдығына орай ұйымдастырылған „Мемпекеттік тіл саясаты: терминология, аударматану, ресми құжат тілі“ атты Халықаралық ғылыми-теориялық конференция материалдары. 27 сәуір 2007 жыл. (8 комп. бет).
5. Машиналық аударманың ғылыми бағыт ретіндегі даму кезеңдері // филология ғылымдарының докторы, профессор Т. С. Жанұзақовтың 80 жылдығына орай ұйымдастырылған „Қазақ тілінің лексикология, лексикография, фольклортану мен көркем аударма мәселелерінің қалыптасуы мен болашағы“ атты Халықаралық ғылыми-теориялық конференция материалдары. 29 маусым 2007 жыл.
6. Қазақ жазба мәтіндеріндегі графема қолданысының статистикасы. ҚР БҒМ мен Ұлттық ғылым Академиясының „Хабарлары“, тіл, әдебиет сериясы, № 4(…), шілді-тамыз, 2007, баспада, көлемі 7 комп. бет.(Е.Жубановамен бірге).
7. Баспа ісін автоматтандыру әдісіндегі лингвистикалық аспектілер. І.Кеңесбаев, М.Балақаев, Ғ.Мұсабаевтың 100 жылдығына орай 2007 жылы қазан айының 17-18 күндері А.Байтұрсынұлы атындағы Тіл білімі институтында өткен „Түркітану мен қазақ тіл білімінің өзекті мәселелері“ атты халықаралық ғылыми-теориялық конференция материалдары. Алматы, көлемі 5 комп. бет. (баспада).

2009
1. Қазақ сөзінің „Тіл — қазына“ деректер базасы және оның теориялық негіздері. База данных „Тіл — қазына“ казахского слова и её теоретические основы. — Алматы: „Арыс“ баспасы, 2009. — 304 бет.
2. Компьютер қазақ сөзін жатсынбайды. — Алматы, „Ана тілі“, № 17, 30 сәуір-6 мамыр, 2009 жыл.
3. Корпустық лингвистика — қазақ тіл білімінің жаңа бағыты // Тілтаным. Языкознание. ҚР БжҒМ А.Байтұрсынұлы атындағы Тіл білімі институты, сәуір-мамыр-маусым. — Алматы.2009 жыл, № 2 (34) — 3-11 б.
4. Қазақ тілі мәтіндер корпусының компьютерлік базасын құрудың алғышарттары // ҚР Ұлттық ғылым академиясының академигі, ф.ғ.д,, проф. Р. С. Сыздықтың 85 жылдығына орай өткізілген „Әдеби тіл және қазақ тілінің өміршеңдігі“ атты ғылыми-теориялық конференцияның материалдары. -Алматы, 2009. −175-179 бб.
5. Проф. Қ.Жұбанов зертттеулері — қолданбалы тіл білімінің жаңа саласына ғылыми бағыт-бағдар // „Жұбанов тағылымы VII“ халықаралық ғылыми конференция материалдары (Қазақ тілінің теориялық негізін қалаған лингвист, қоғам қайраткері, профессор Қ.Қ.Жұбановтың 110 жылдық және белгілі лингвист ғалым, профессор Е.Қ.Жұбановтың 80 жылдық мерейтойларына арналған). І том. -Ақтөбе, Қ.Жұбанов атындағы АқМУ РББ, 2009. −28-31-бб.
6. Проф. Қ.Жұбанов және қолданбалы тіл білімінің жаңа бағыты // Қазақ тіл білімінің өзекті мәселелері / Жауапты ред. С.Құлманов. -Алматы: „Кие“ лингвоелтану инновациялық орталығы», 2009. −27-32-бб.
7. Проф. Қ. Жұбанов және қолданбалы тіл біліміндегі формалды модельдер // Қ.Жұбанов тағылымы: ғылыми сабақтастық және жаңа бағыттар: республикалық ғылыми-практикалық конференция материалдарына арналған мақалалар жинағы. -Алматы: «Ан-Арыс», 2009. −70-76-бб.
8. Қазақ лексикографиясының «Тіл — қазына» атты электрондық базасы жайында // Электрондық-ақпараттық кеңістіктегі қазақ тілі: терминология және тіл мәдениеті. ҚР Мәдениет және ақпарат министрлігінің Тіл комитеті мен ҚР Білім және ғылым министрлігі Ғылым комитетінің А.Байтұрсынұлы атындағы Тіл білімі институты ұйымдастырған республикалық ғылыми-теориялық конференция материалдары. -Астана, 2009.

2010
1. Қазақ әдеби тілінің электрондық корпусын түзудің теориялық бастаулары // Тіл және мәдениет: тілдің антропо-өзектік парадигмасы. Профессор Ж. А. Манкееваның 60 жылдығына арналған республикалық ғылыми-теориялық конференцияның материалдары. -Алматы: А.Байтұрсынұлы атындағы Тіл білімі институты, 2010. — 191-197-бб.
2. Мәтінді автоматты өңдеу жүйесінің құрылымы жайында // Түркі тілдерінің грамматикасы: қазіргі ахуалы мен болашағы. Профессор ҚазКСР ҒА академигі Нығмет Тінәліұлы Сауранбаевтың туғанына 100 жылдығына арналған халықаралық ғылыми-теориялық конференция материалдары. -Алматы: А.Байтұрсынұлы атындағы Тіл білімі институты, 2010. — 159—166 бб.
3. Мәтінді автоматты өңдеу жүйесіндегі лингвистикалық ақпарат базасы // Қазіргі қазақ грамматикасы мен термино-логиясын зерттеудің негізгі бағыттары. Профессор ҚазКСР ҒА корр.-мүшесі Ахмеди Ысқақұлы Ысқақовтың туғаны-на 100 жыл толуына арналған халықаралық ғылыми-теориялық конференция материалдары. — Алматы: 2010. 51-54бб.
4. Автоматтанған ақпараттық-іздестіру жүйесінің кейбір ұғымдары мен тілі //Қазақ әдеби тілі тарихының өзекті мәсе-лелері . Көрнекті тілші ғалым, белгілі түркітанушы Құлмат Өміралиевтің туғанына 80 жыл толуына арналған халық-аралық дөңгелек стол материалдары. Алматы: А.Байтұрсынұлы атындағы Тіл білімі институты, 2010. — 206—214 бб.
5. Қазақ тілінің «Тіл — қазына» атты компьютерлік базасы жайында //Жалпы тіл білімі және түркі тілдерінің өзекті мәселелері. — Астана: Л. Н. Гумилёв атындағы Еуразия ұлттық университеті. 2010. — 298—304 бб.

2011
1. Қазақ тілінің автоматтанған базасын құру — заман талабы // www.mtdi.kz.
2. Ұлттық филологиямыздың тарихында алғаш профессор атағы берілген Құдайберген Қуанұлы Жұбановтың тағды-ры жайында // Эпос тілін зерттеудің өзекті мәселелері. Көрнекті фольклортанушы ғалым, филология ғылымдарының докторы, профессор Есет Құдайбергенұлы Жұбановтың туғанына 80 жыл толуына арналған халықаралық дөңгелек үстел материалдары. -Алматы, 2011. −49-58-беттер.
3. Тұңғыш профессор тағдыры // ALASH, № 6, маусым, 2011. 4-7-беттер.
4. Қазақ сөзінің «Тіл — қазынасы» // Болашақ. № 18(81). 8 маусым 2011 жыл.
5. Тәуелсіздік құндылықтарының бірі ретіндегі қазақ тілінің мәтіндер корпусын жасаудың теориялық негіздері // Мемлекеттік тіл — тәуелсіздік кепілі. — Алматы: Дайк-Пресс, 2011.- 45-81 бб.
6. «Тіл — қазына» компьютерлік базасы — Тәуелсіздік Қазақстан жағдайындағы ұлттық терминқор қалыптастырудың негізі // Тәуелсіздік Қазақстан: Қазақ тілінің қоғамдық-әлеуметтік қызметі. -Алматы: А.Байтұрсынұлы атындағы Тіл білімі институты, «Нұр-Принт-75», 2011. — 207—237 бб.
7. Тәуелсіздік кезеңіндегі қазақ қолданбалы лингвистикасы және «Тіл — қазына» атты компьютерлік қор // Тәуелсіздік кезеңіндегі қазақ тіл білімі. — Алматы: А.Байтұрсынұлы атындағы Тіл білімі институты, «Қазақ энциклопедиясы», 2011, — 165—195 бб.
8. Мемлекеттік тілдегі ұлттық «Тіл — қазына» деректер базасының теориялық негіздері // Мемлекеттік тіл — ұлттық бірегейліктің негізі. — Алматы: А.Байтұрсынұлы атындағы Тіл білімі институты, «Қазақ энциклопедиясы», 2011, — 291—318 бб.
9. Қазақ лексикографиясының «Тіл — қазына» атты электрондық базасы жайында // Қазақ тілінің тарихы мен түркітану мәселелері /Жауапты редактор ф.ғ.д., профессор М.Малбақов. -Алматы: А.Байтұрсынұлы атындағы Тіл білімі институты, 2011, — 225—228 бб.
10. Қазақ тілі корпусындағы зат есім сөздерге лексико-морфологиялық деңгейдегі белгіленім қою бағдарламасы // Қазақ тілінің тарихы мен түркітану мәселелері /Жауапты редактор ф.ғ.д., профессор М.Малбақов. -Алматы: А.Байтұрсынұлы атындағы Тіл білімі институты, 2011, — 228—233 бб.
11. Компьютерлік лигвистика бөлімі // А.Байтұрсынұлы атындағы Тіл білімі институты 50 жыл. Алматы, «Шапағат-Нұр», 2011. — 217—237 бб.
12. Түркі тілдерінің көпаспектілі компьютерлік қорын құру қажет // — «Қазақ тіл білімі: тарих, тәжірибе, болашақ». Халықаралық ғылыми-теориялық конференция материалдарының жинағы. — Алматы: «Шапағат-Нұр». 2011. — 327—335 бб.

## Награды и звания
1. Доктор филологических наук (2002)
2. Профессор (2004)